# Basket Draghi Novara 2007-2008
Il Basket Draghi Novara 2007-2008 ha preso parte alla Legadue. Era sponsorizzato dall'Ignis.
La società piemontese è nata dal cambio di sede del Basket Draghi Castelletto Ticino. La società raccoglie l'eredità degli Aironi Novara, società retrocessa in Serie B d'Eccellenza che ha ceduto il titolo alla Pallacanestro Lago Maggiore.
L'Ignis Novara si è classificato al 16º ed ultimo posto di Legadue, retrocedendo nuovamente in Serie B d'Eccellenza.

## Roster
| Giocatori |
| --------- |

|    | Naz.                                  | Ruolo | Sportivo         | Anno | Alt. | Peso |  |
| -- | ------------------------------------- | ----- | ---------------- | ---- | ---- | ---- |  |
| 6  | Italia (bandiera)                     | A     | Edoardo Gallazzi | 1986 | 197  | 80   |  |
| 7  | Italia (bandiera)                     | G     | Luca Bertolini   | 1985 | 190  | 85   |  |
| 9  | Italia (bandiera)                     | G     | Marco Sambugaro  | 1971 | 196  | 89   |  |
| 10 | Italia (bandiera)                     | G     | Simone Cerutti   | 1988 | 180  | 70   |  |
| 12 | Canada (bandiera) · Italia (bandiera) | A     | Phil Martin      | 1980 | 202  | 100  |  |
| 13 | Italia (bandiera)                     | C     | Francesco Basei  | 1986 | 207  | 108  |  |

| Staff tecnico                    |
| -------------------------------- |
| Allenatore: Marcello Perazzetti  |
| Vice allenatore: Riccardo Telesi |

| Giocatori acquisiti a stagione in corso |
| --------------------------------------- |

|    | Naz.                            | Ruolo | Sportivo          | Anno | Alt. | Peso |  |
| -- | ------------------------------- | ----- | ----------------- | ---- | ---- | ---- |  |
| 8  | Bosnia ed Erzegovina (bandiera) | A     | Njegos Visnjic    | 1979 | 198  | 100  |  |
| 11 | Italia (bandiera)               | P     | Maurizio Ferrara  | 1986 | 185  | 80   |  |
| 18 | Italia (bandiera)               | A     | Walter Santarossa | 1978 | 200  | 100  |  |
| 19 | Stati Uniti (bandiera)          | A     | Brandon Bowman    | 1984 | 204  | 100  |  |

| Giocatori ceduti a stagione in corso |
| ------------------------------------ |

|    | Naz.                   | Ruolo | Sportivo         | Anno | Alt. | Peso |  |
| -- | ---------------------- | ----- | ---------------- | ---- | ---- | ---- |  |
| 4  | Svezia (bandiera)      | P     | Mats Levin       | 1977 | 188  | 80   |  |
| 5  | Italia (bandiera)      | C     | Alessandro Bruno | 1984 | 206  | 113  |  |
| 8  | Stati Uniti (bandiera) | GA    | Hassan Adams     | 1984 | 193  | 100  |  |
| 14 | Panama (bandiera)      | C     | Jaime Lloreda    | 1980 | 204  | 115  |  |
| 15 | Stati Uniti (bandiera) | G     | Steve Burtt      | 1984 | 185  | 85   |  |
| 16 | Italia (bandiera)      | A     | Giorgio Mapelli  | 1978 | 200  | 95   |  |
| 20 | Italia (bandiera)      | A     | Davide Cristelli | 1977 | 203  | 98   |  |